# RT-21M
RT-21M bedst kendt under NATO-rapporteringsnavnet SS-20 Saber var en sovjetisk produceret mobil ballistisk mellemdistanceraket, der kunne bære op til tre nukleare sprænghoveder á 150 kilotons, eller et 1 megaton sprænghovede. Alt efter model kunne raketten tilbagelægge mellem 600 og helt op til 5000 kilometer.
Raketten blev taget i brug 1976 og skulle erstatte de ældre sovjetiske raketmodeller R-12 (SS-4) og R-14 (SS-5). Fra 1976 blev der i Warszawapagtens vestligste lande opstillet 495 SS-20-raketter fordelt på 29 forskellige steder. En del af raketterne blev opstillet i siloer, men en stor del forblev mobile, hvorefter de lettere ville kunne operere i skjul, uden at blive opdaget eller tilintetgjort af fjendtlige fly eller missiler.
Ifølge det vesttyske forsvarsministerium besad Sovjetunionen i 1983 351 kampklare SS-20-raketter fordelt på 39 lokaliteter.
Som direkte reaktion på opstillingen af disse moderne atomvåben, besluttede man i NATO at imødegå den stigende trussel ved at opgradere den vesteuropæiske atomvåbenkapacitet. Denne beslutning blev taget i 1979 og fik navnet Natos dobbeltbeslutning.

## Oversigt over udgaver af SS-20 Saber
| System          | RSD-10 Pioner              | RSD-10 Pioner-UTTH     | RSD-10 Pioner-3                |
| NATO-kode       | SS-20 Saber mod. 1         | SS-20 Saber mod. 2     | SS-X-28                        |
| Missiltype      | 15Zh45                     | 15Zh53                 | 15Zh45UTTKh                    |
| Introduktionsår | 1975                       | 1980                   | Videreudvikling stoppet        |
| Længde          | 16,49 m                    | 16,49 m                | 17,00 m                        |
| Diameter        | 1790 mm                    | 1790 mm                | 1790 mm                        |
| Vingespænd      | 2,9 m                      | 2,9 m                  | 2,9 m                          |
| Vægt            | 37.000 kg                  | 37.000 kg              | ukendt                         |
| Nyttelast       | 1500 kg                    | 1700 kg                | 1300 kg                        |
| Sprænghoved     | 1 RV med 500 eller 1000 kT | 3 MIRV med hver 150 kT | 3 MIRV med hver 50 eller 75 kT |
| Rækkevidde      | 5000 km                    | 5400 km                | 5500-7000 km                   |
| Præcision       | 550 m                      | 400 m                  | 450-1000 m                     |